# Ottawa (Illinois)
Ottawa è un comune degli Stati Uniti d'America, situato nell'Illinois, nella contea di LaSalle della quale è anche il capoluogo.